# Shawn Long
Shawn Long (Morgan City, 29 gennaio 1993) è un cestista statunitense, professionista in NBA, in Cina, in Australia e in G-League.

## Carriera

### Draft NBA 2016 e Delaware 87ers (2016-2017)
Dopo quattro anni all'Università di Lafayette (in Louisiana) Long si rese eleggibile per il Draft NBA 2016. Tuttavia non venne selezionato da nessuna squadra rimanendo Undrafted. Allora Long si aggregò ai Philadelphia 76ers per disputare la Summer League 2016. Alla fine della manifestazione Long firmò un contratto non garantito con i Sixers. Tuttavia, dopo aver disputato 7 gare di pre-season Long venne tagliato dai 76ers, in quanto nel suo ruolo erano presenti Joel Embiid, Nerlens Noel e Jahlil Okafor.
In seguito andò a giocare in D-League nei Delaware 87ers (squadra affiliata ai Philadelphia 76ers). Con gli 87ers Long sfornò delle grandi prestazioni tenendo di media 20,2 punti a partita. Da segnalare la sua prestazione contro gli Erie BayHawks il 7 Gennaio 2017 in cui lui contribuì significativamente alla vittoria della squadra per 129-105 totalizzando 45 punti e 14 rimbalzi.

### Philadelphia 76ers (2017)
Il 7 marzo 2017 firmò un contratto di 10 giorni con i Philadelphia 76ers, bisognosi di un centro in quanto tutti i centri in rosa (ovvero Joel Embiid, Jahlil Okafor e Tiago Splitter) erano infortunati, facendo salire il numero di giocatori del roster dei Sixers a 16 giocatori. Debuttò con il giorno stesso con i 76ers segnando 13 punti in 15 minuti (in uscita dalla panchina) nella gara persa in casa dalla franchigia della Pennsylvania per 112-98 contro i Milwaukee Bucks. Andò nuovamente in doppia cifra nei punti il 25 Marzo 2017 nella gara vinta per 117-107 contro i Chicago Bulls e nella gara persa per 141-118 in casa contro i Brooklyn Nets il 5 Aprile 2017 segnando in ambo i casi 18 punti.

### Houston Rockets e Cina (2017-2018)
Il 29 giugno 2017 venne ceduto dai Philadelphia 76ers agli Houston Rockets in cambio di una somma di denaro e di una prima scelta al Draft NBA 2018. Il 27 settembre 2017 venne tagliato dalla franchigia texana.
Il 10 ottobre 2017 si trasferì in Cina nei Xinjiang Flying Tigers per rimpiazzare l'infortunato (ex giocatore NBA tra l'altro) Andray Blatche, battendo la concorrenza di due veterani ex NBA come Kris Humphries e Roy Hibbert.
Un mese dopo venne tagliato dalla squadra cinese per far spazio al recuperato Blatche.

### Ritorno ai Delaware 87ers (2017-2018)
Il 19 dicembre 2017 tornò a giocare nei Delaware 87ers.
Terminata la stagione (con 33 partite giocate e 479 punti segnati) lascia il club.

### Nuova Zelanda (2018-2020)
Il 6 settembre 2018 andò a giocare in Nuova Zelanda trasferendosi ai New Zealand Breakers.

### Nazionale
Long fece parte della squadra di USA Basketball che vinse la medaglia di bronzo alla XVII edizione dei giochi panamericani, tenutisi a Toronto.

## Statistiche

### College
| Anno      | Squadra           | PG  | PT  | MP   | TC%  | 3P%  | TL%  | RP   | AP  | PRP | SP  | PP   |
| --------- | ----------------- | --- | --- | ---- | ---- | ---- | ---- | ---- | --- | --- | --- | ---- |
| 2012-2013 | ULL Ragin' Cajuns | 33  | 32  | 31,1 | 43,0 | 31,1 | 69,3 | 10,2 | 1,0 | 0,8 | 2,0 | 15,5 |
| 2013-2014 | ULL Ragin' Cajuns | 34  | 32  | 29,4 | 52,2 | 42,3 | 67,4 | 10,4 | 0,6 | 0,7 | 2,7 | 18,6 |
| 2014-2015 | ULL Ragin' Cajuns | 34  | 34  | 28,0 | 54,2 | 36,4 | 65,9 | 10,2 | 1,5 | 0,6 | 1,6 | 16,4 |
| 2015-2016 | ULL Ragin' Cajuns | 34  | 33  | 30,6 | 52,4 | 26,9 | 68,1 | 12,1 | 1,4 | 0,7 | 1,8 | 18,9 |
| Carriera  | Carriera          | 135 | 131 | 29,8 | 50,3 | 34,1 | 67,6 | 10,7 | 1,1 | 0,7 | 2,0 | 17,3 |

### NBA

#### Regular Season
| Anno      | Squadra            | PG | PT | MP   | TC%  | 3P%  | TL%  | RP  | AP  | PRP | SP  | PP  |
| --------- | ------------------ | -- | -- | ---- | ---- | ---- | ---- | --- | --- | --- | --- | --- |
| 2016-2017 | Philadelphia 76ers | 18 | 0  | 13,0 | 56,0 | 36,8 | 54,3 | 4,7 | 0,7 | 0,5 | 0,5 | 8,2 |
| Carriera  | Carriera           | 18 | 0  | 13,0 | 56,0 | 36,8 | 54,3 | 4,7 | 0,7 | 0,5 | 0,5 | 8,2 |

### G League
| Anno      | Squadra        | PG | PT | MP   | TC%  | 3P%  | TL%  | RP   | AP  | PRP | SP  | PP   |
| --------- | -------------- | -- | -- | ---- | ---- | ---- | ---- | ---- | --- | --- | --- | ---- |
| 2016-2017 | Delaware 87ers | 39 | 36 | 29,5 | 53,5 | 21,3 | 69,1 | 11,1 | 1,5 | 0,6 | 1,3 | 20,2 |
| 2017-2018 | Delaware 87ers | 33 | 18 | 22,5 | 56,2 | 42,9 | 64,9 | 7,8  | 1,5 | 0,8 | 1,4 | 14,5 |
| Carriera  | Carriera       | 72 | 54 | 26,3 | 54,5 | 29,3 | 67,5 | 9,6  | 1,5 | 0,7 | 1,4 | 17,6 |

## Palmarès
- All-NBDL Second Team (2017)